# Tacca integrifolia
Pour les articles homonymes, voir Tacca (homonymie).
Espèce
Classification phylogénétique
Tacca integrifolia, la « plante chauve-souris blanche », est une espèce de plantes herbacées du genre Tacca, de la famille des Taccaceae selon la classification classique, ou des Dioscoreaceae selon la classification phylogénétique.

## Synonymes
- Ataccia integrifolia (Ker Gawler) Presl;
- Tacca cristata Jack; T. laevis Roxburgh.

## Répartition
Forêts tropicales jusqu’à 900 m d'altitude.
On le trouve depuis les montagnes du Bhoutan, au Bangladesh jusqu’en Malaisie péninsulaire, en Indonésie et au Viêt Nam.

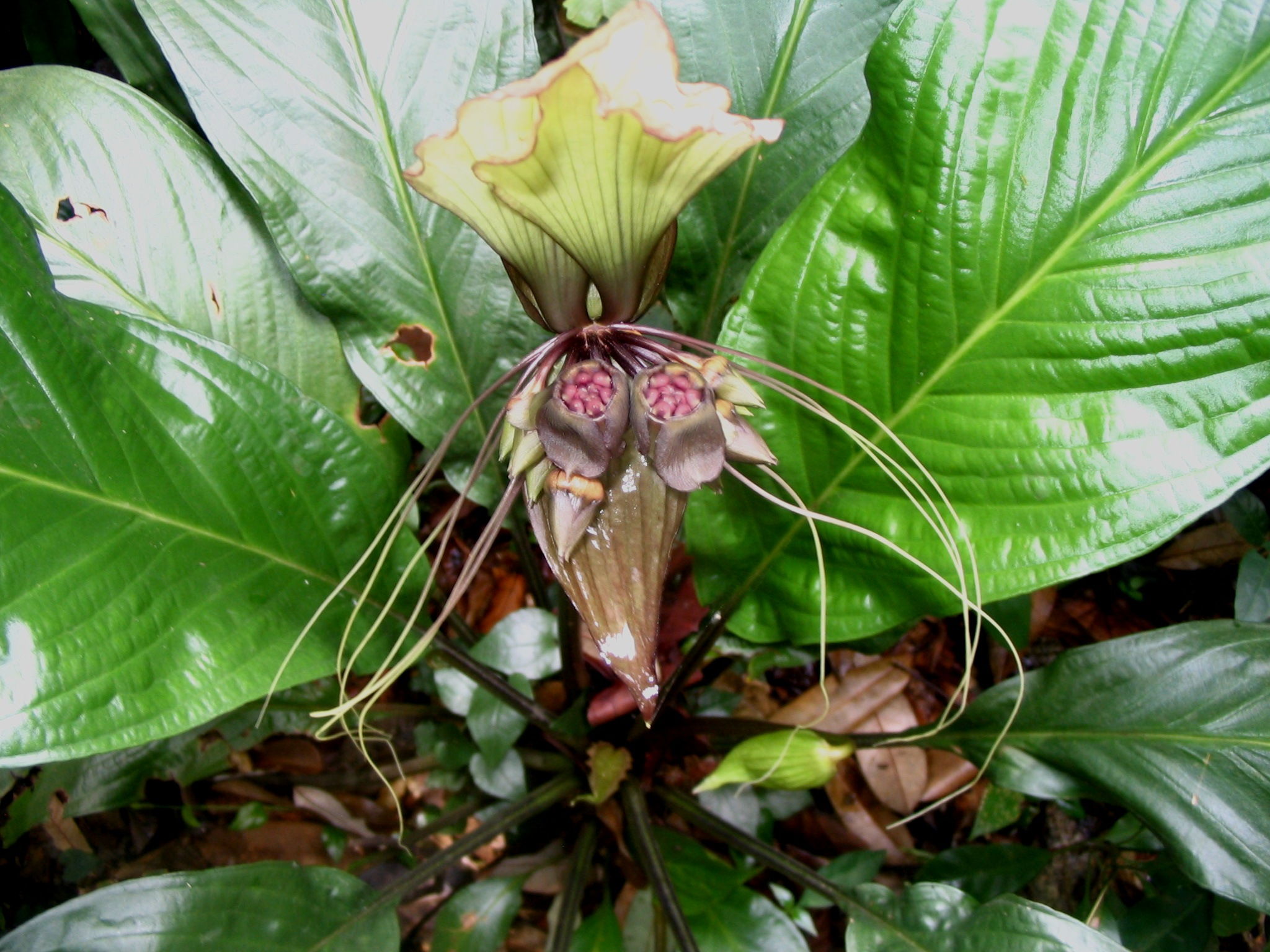
Tacca integrifolia: Détail de la fleur, réserve forestière de Bukit Nanas, Malaisie.